# Grängesberg
Grängesberg is een plaats in de gemeente Ludvika in het landschap Dalarna en de provincie Dalarnas län in Zweden. De plaats heeft 3532 inwoners (2005) en een oppervlakte van 782 hectare.
Van de 16e eeuw tot 1989 werd ijzererts gewonnen op het Grängesbergs malmfält. In januari 1990 reed de laatste trein met in de plaats gewonnen ijzererts van Grängesberg naar Oxelösund.

## Verkeer en vervoer
Bij de plaats loopt de Riksväg 50.
De plaats heeft een station aan de spoorlijn Gävle - Kil/Frövi.

## Geboren
- Erik Lundqvist (1908-1963), olympisch kampioen speerwerpen

## Galerij

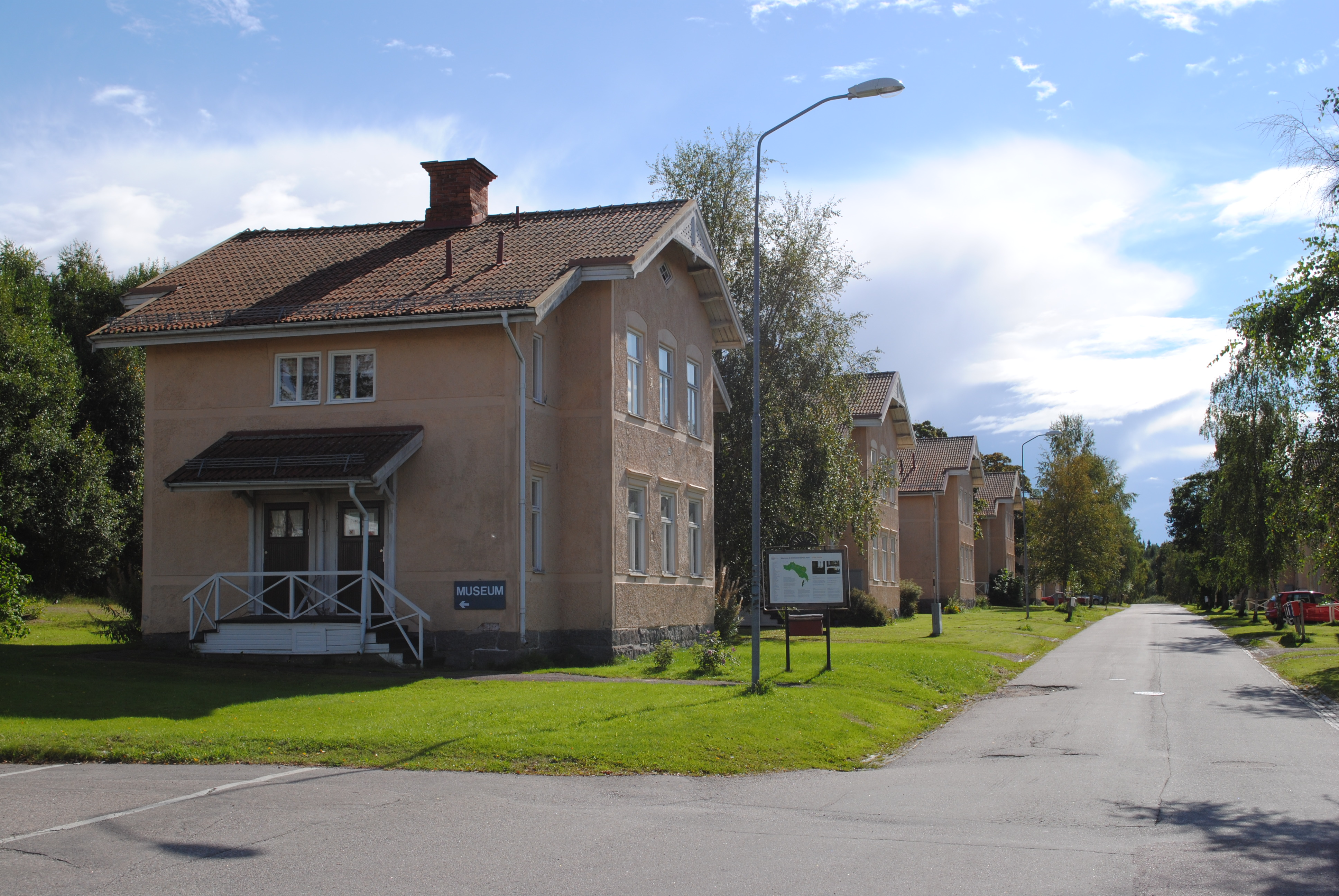
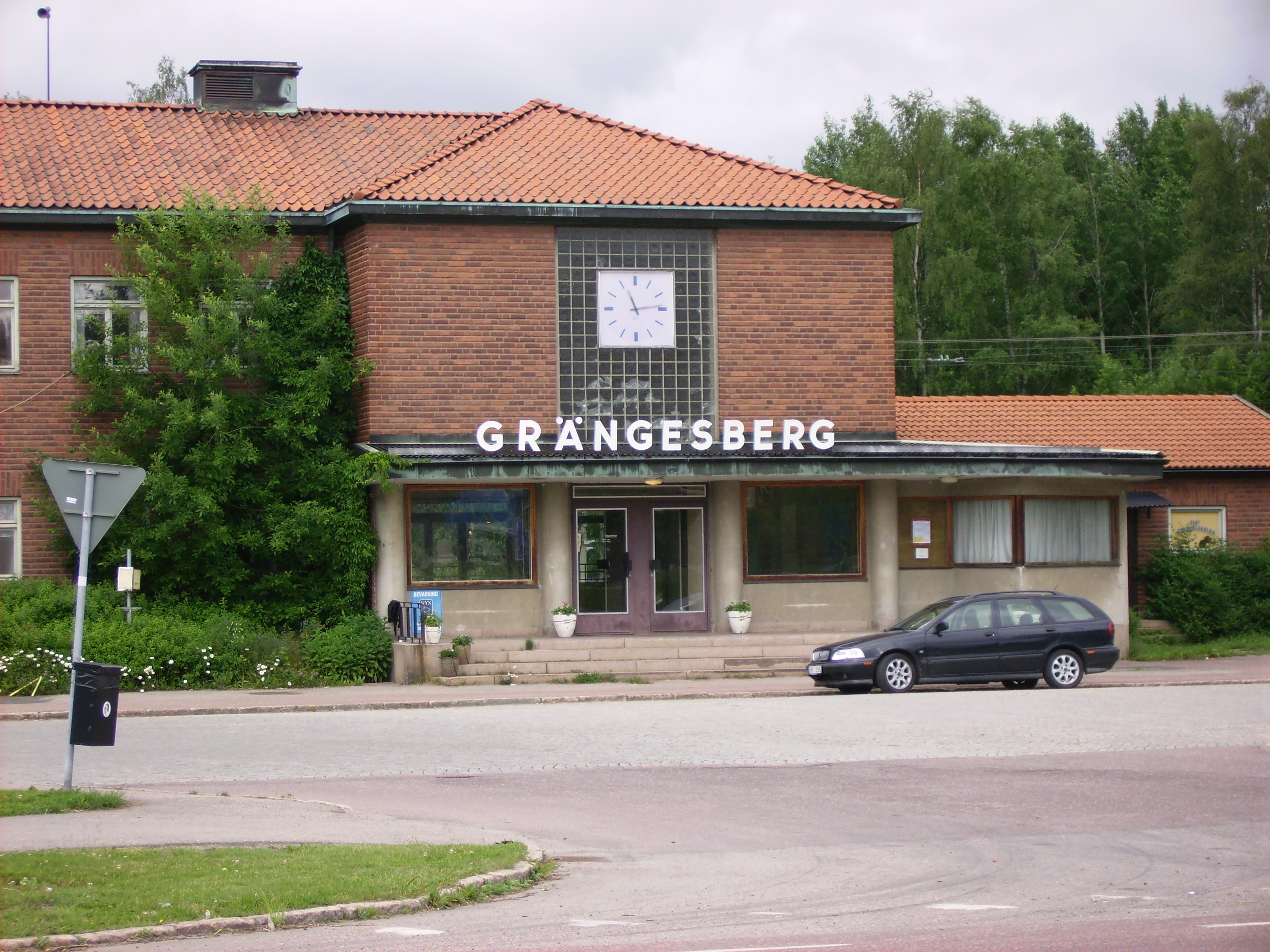
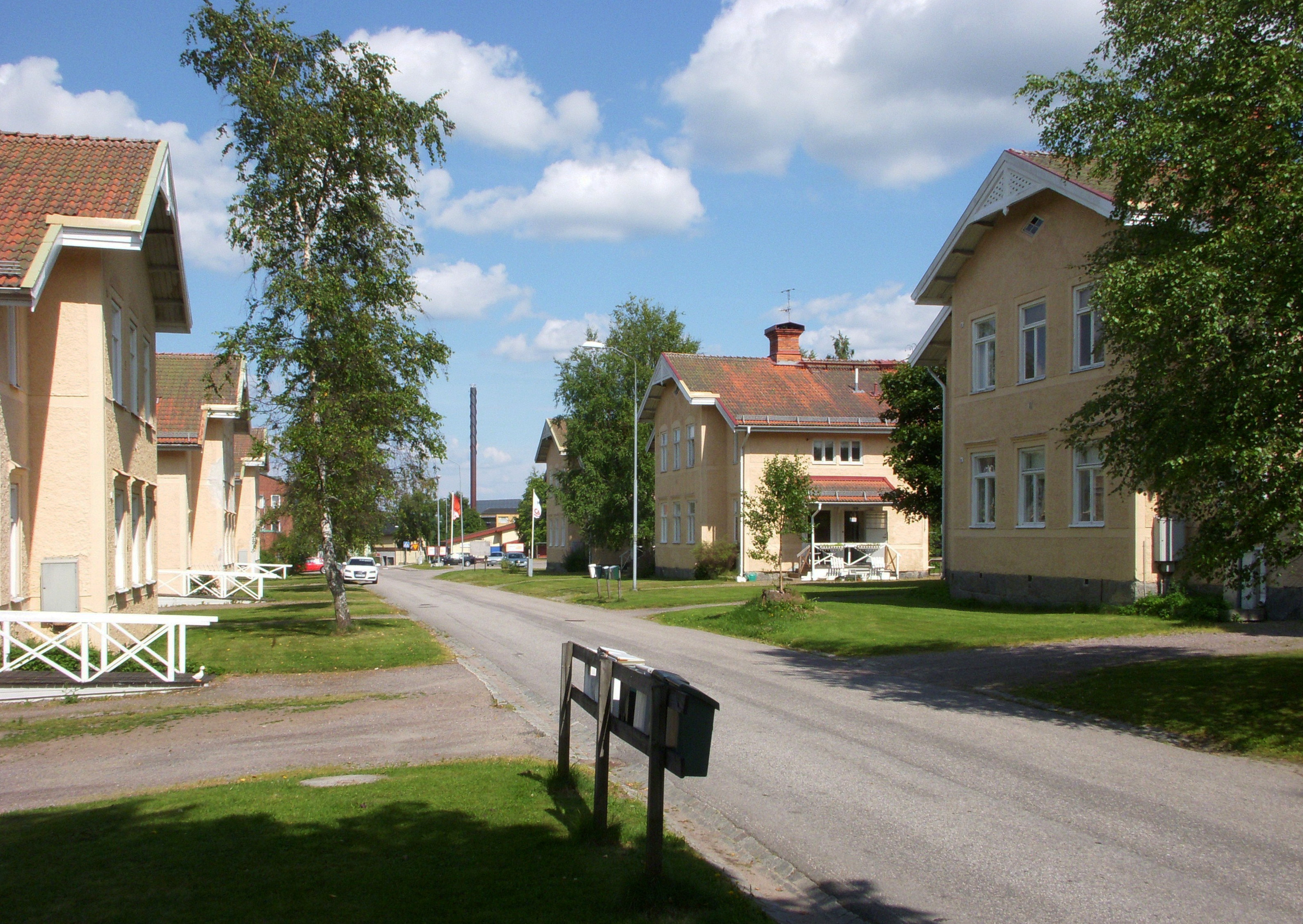
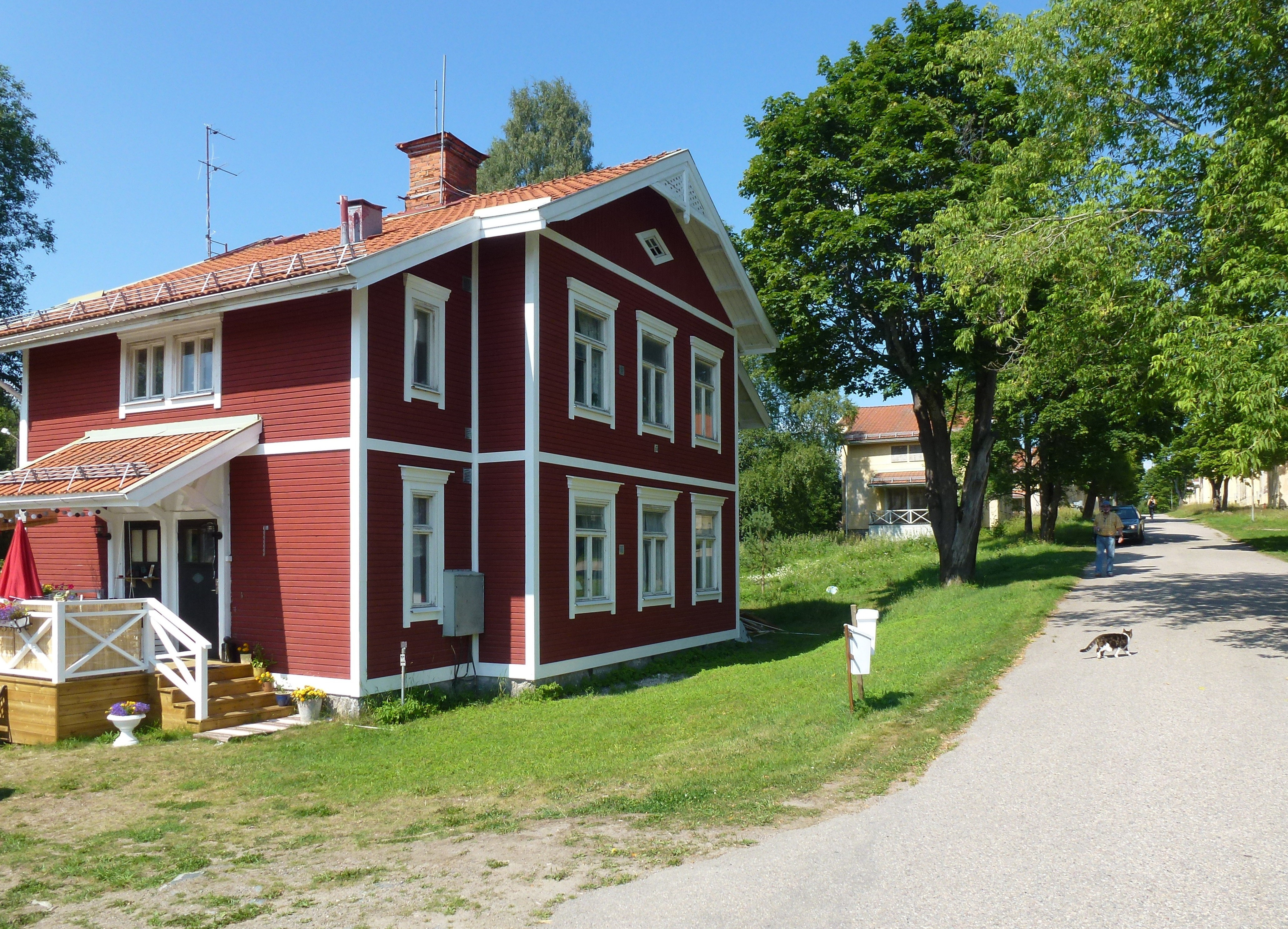